# Вилар Дора
Вила̀р До̀ра (на италиански и на пиемонтски: Villar Dora) е малък град и община в Метрополен град Торино, регион Пиемонт, Северна Италия. Разположен е на 367 m надморска височина. Към 1 януари 2020 г. населението на общината е 2847 души, от които 134 са чужди граждани.